# 嘉義畜產試驗支所
嘉義畜產試驗支所為台灣總督府農業試驗所轄下的機構，位於臺南州嘉義市紅毛埤，從事家畜飼養及改良的相關研究調查。其原址現為國立嘉義大學蘭潭校區。

## 介紹
嘉義畜產試驗支所的所在地最初為1919年10月設置的「臺灣總督府殖產局附屬種畜場嘉義支場」。臺灣總督府中央研究所在1921年8月設立後，畜場嘉義支場改隸於中央研究所，作為「嘉義種畜支所」，主要從事印度乳用牛的育種與繁殖，所內的的綿羊則全部移至恆春種畜支所。中央研究所農業部在1933年調整事業內容，嘉義種畜支所改為從事山羊和綿羊的育種繁殖，所內原有牲畜則移至恆春種畜支所。中央研究所在1939年4月廢止後，原嘉義種畜支所改隸於農業試驗所，作為「嘉義畜產試驗支所」，面積149.6公頃，原中央研究所大埔種畜支所（位於嘉義郡大埔庄）則改為嘉義畜產試驗支所的附屬試驗用地，面積3933公頃。嘉義畜產試驗支所的事業內容包含綿羊繁殖、發育、毛量，山羊乳量和飼料作物的試驗調查。
二戰後，此支所改為臺灣省農業試驗所嘉義畜產試驗支所，繼續從事綿羊、山羊和海南豬的研究。1947年，嘉義畜產試驗支所與恆春畜產之所歸併至臺灣省營農林公司畜產分公司。1946年，由嘉義農業職業學校奉令接收農林公司的紅毛埤種畜場96.4公頃，並在1954年8月成立蘭潭分部，成為現今國立嘉義大學蘭潭校區。